# Cannabis en Finlande

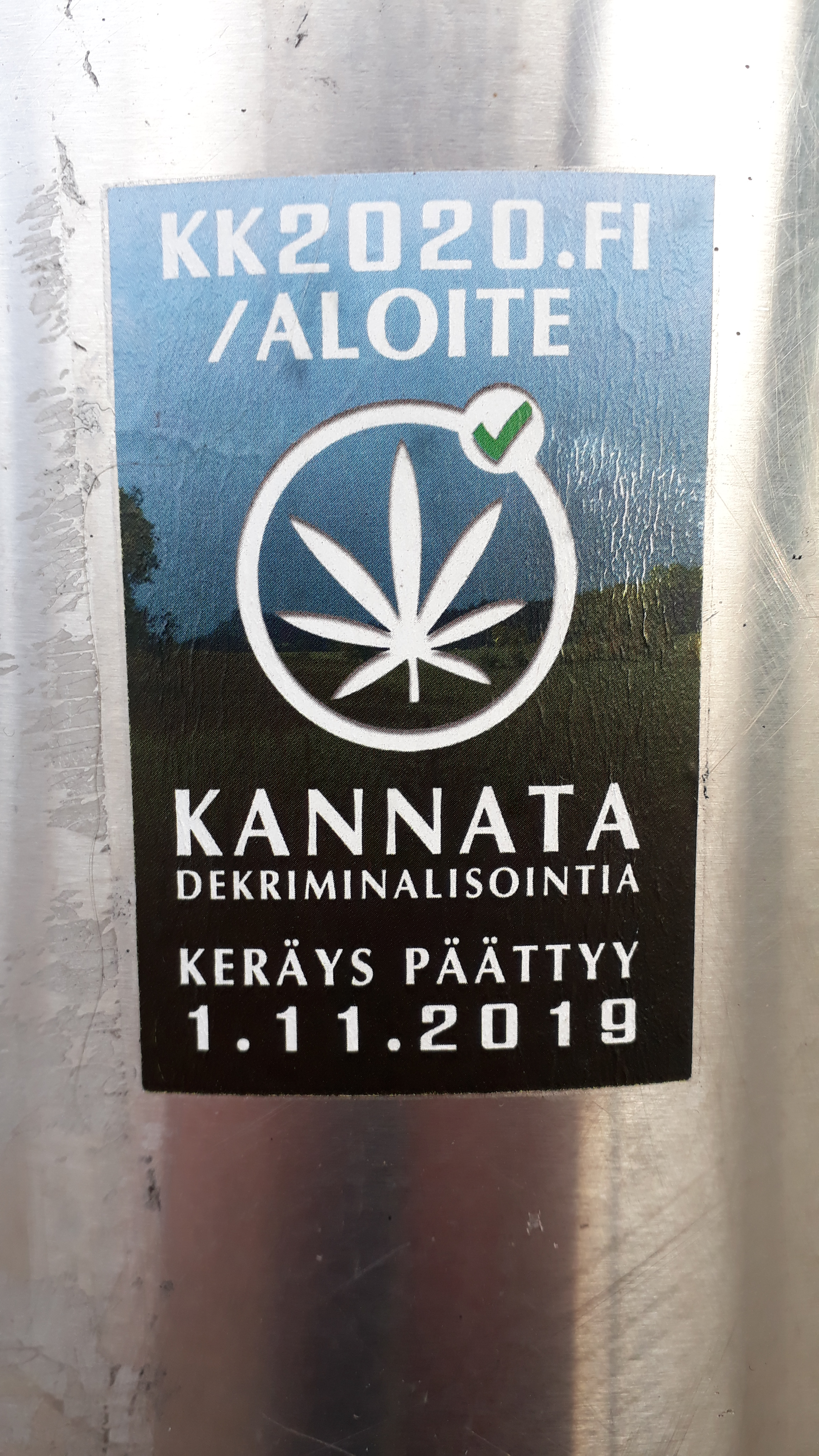
Un sticker à Kerava (Finlande) en novembre 2019 en faveur de la décriminalisation du cannabis.

En Finlande, le cannabis est interdit. Cependant un malade a obtenu une autorisation de l´Agence nationale des médicaments de la Finlande en décembre 2006 pour l'utilisation de cannabis médical.